# 整形外科
整形外科（英語：Plastic surgery）是一門修復、重建、改變人體的外科專業，主要分為兩個類別：重建外科（英語：Reconstructive surgery）和美容外科（英語：Cosmetic surgery）。重建外科包括顱顏外科、手外科、顯微外科、燒燙傷治療。重建外科旨在重建身體的一部分或改善其功能，而美容外科旨在改善其外觀，兩種技術在全世界都廣泛運用。

## 歷史

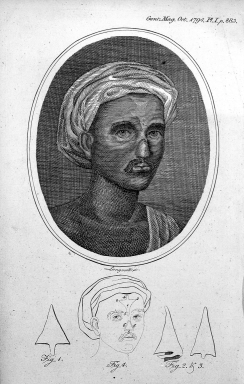
古印度人重建鼻子的方法，《紳士雜誌》插圖，1794年。

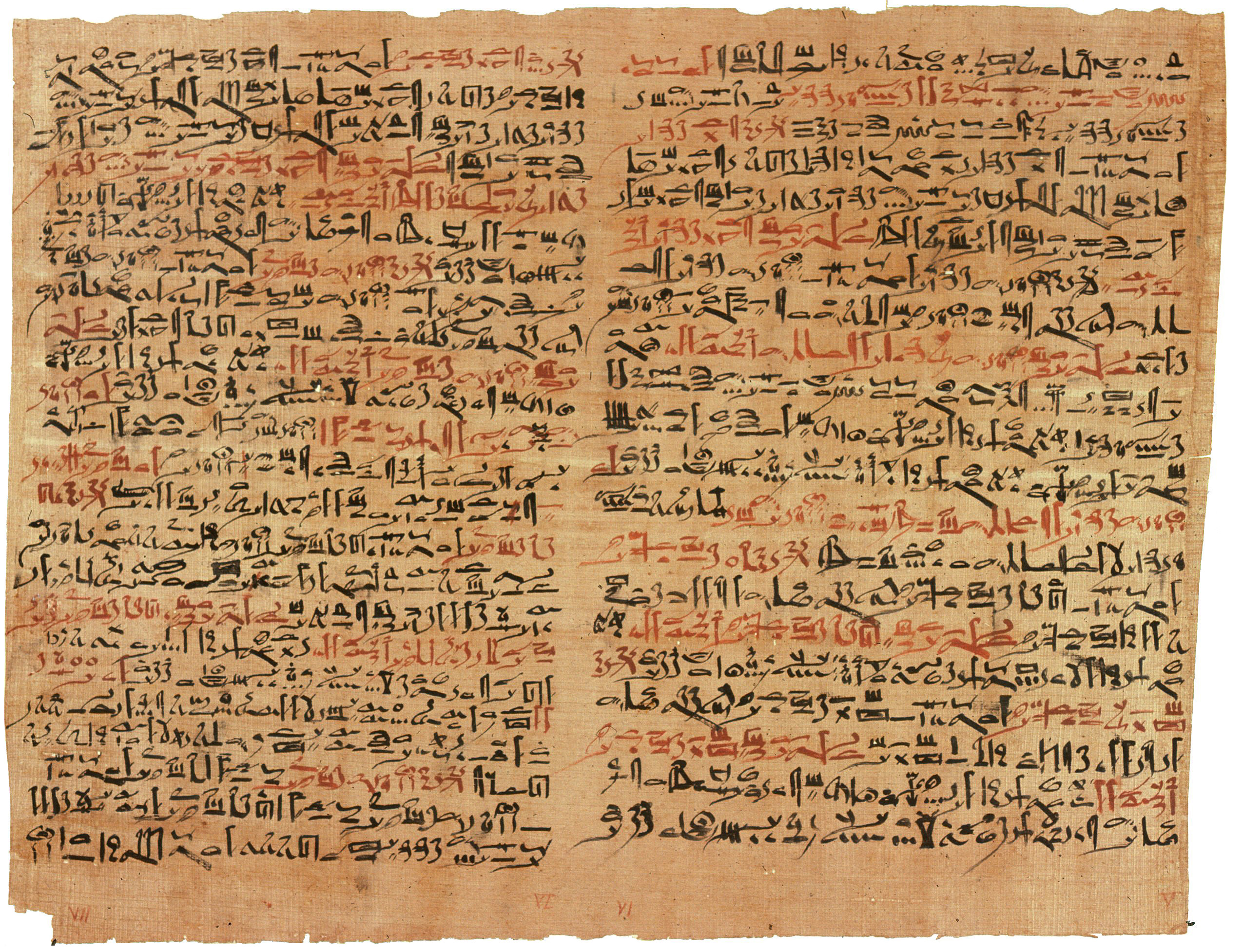
艾德溫·史密斯紙草文稿存放於纽约医学會。

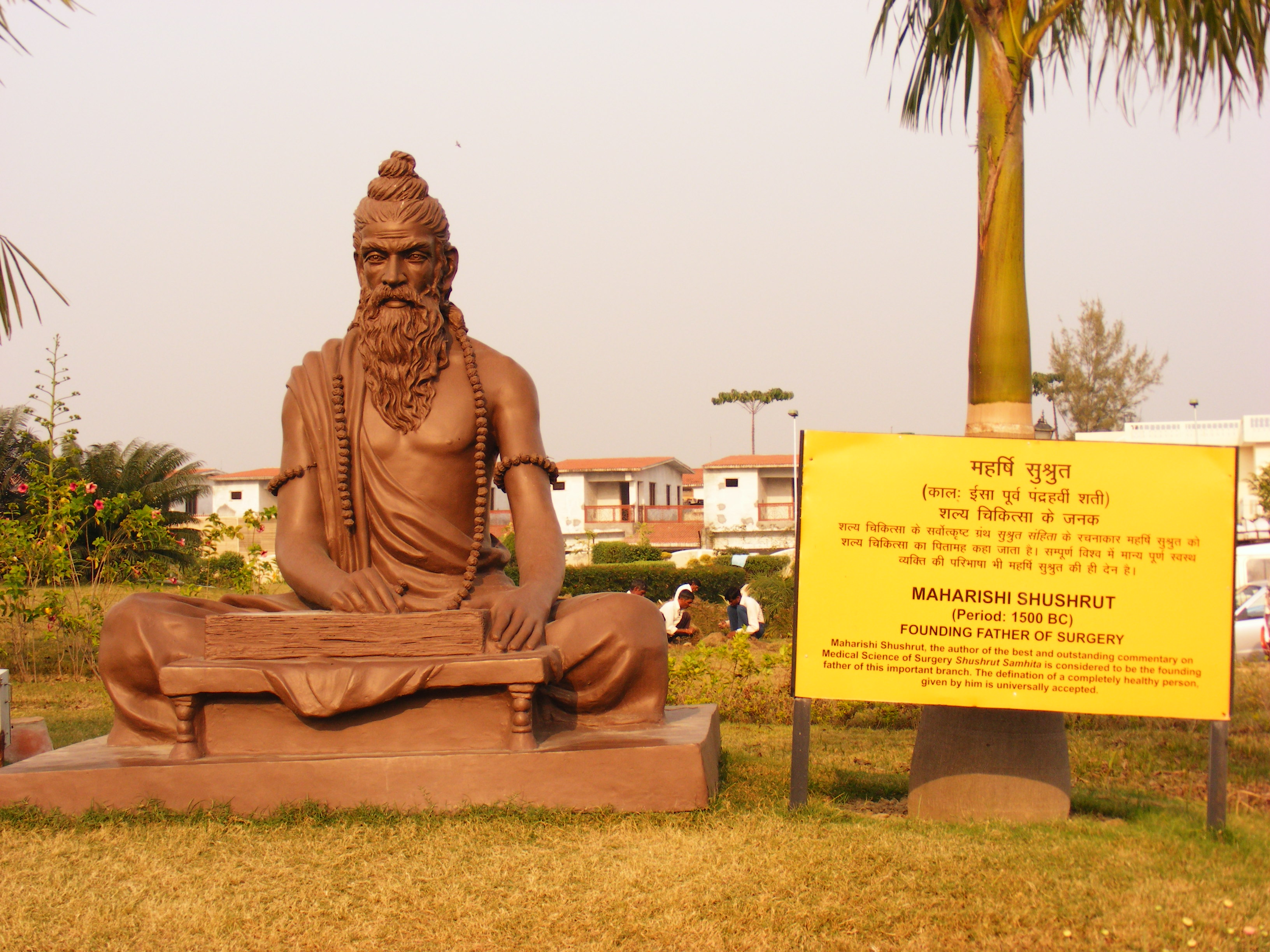
整形外科之父妙聞的雕像，位於赫爾德瓦爾。

最早提到對折斷的鼻子進行整形修復治療的是艾德溫·史密斯紙草文稿，它是古埃及醫學文獻的抄本，是最古老的外科醫學論文之一，可追溯到公元前3000至2500年的古王國時期。大約公元前800年，印度開始推動重建外科技術。妙聞是一位公元前6世紀為整形外科和白內障手術做出重要貢獻的醫生。妙聞和查拉卡的醫學作品最初是梵語，在公元750年阿拔斯帝國期間翻譯成阿拉伯語，之後阿拉伯語譯文傳入歐洲，義大利西西里島的布蘭卡家族和波隆那的加斯帕雷·塔利亞科齊便學習妙聞的技術。
有英格蘭醫師前往印度學習印度式的鼻外觀整型手術。由瓦迪亞（英語：Kumhar Vaidya）進行的印度式鼻外觀整型手術在1794年發表於《紳士雜誌》。約瑟夫·康斯坦丁·卡爾普在印度花費20年研究當地的整形外科處置。1815年，卡爾普已能在西方世界進行第一例大手術。妙聞記載的器械也在西方世界修改進化。
羅馬人也進行整形美容手術。羅馬人能夠在公元前1世紀左右執行簡單的處置，例如修復受損的耳朵。由於宗教因素，他們沒有解剖人或動物，因此他們的知識全部建立於其希臘前輩的文獻。儘管如此，凱爾蘇斯仍能留下一些令人驚訝而準確的解剖學描述，他對整形外科特別感興趣，例如其中一些對生殖器和骨骼的研究。

## 現代技術的發展

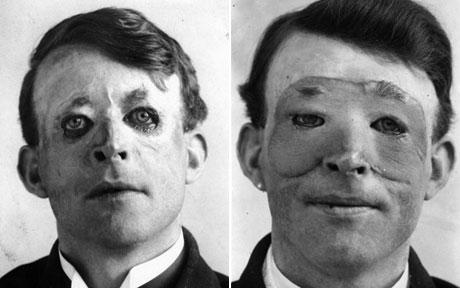
在日德蘭海戰中受傷的水手瓦爾特·楊被認為在1917年接受了整形外科手術。照片顯示接受哈羅德·吉利斯執行的皮瓣手術之前（左）與之後（右）的狀況。

現代整形外科之父通常被認為是哈羅德·吉利斯。他是在倫敦工作的紐西蘭耳鼻喉科醫生，他開發許多現代顏面外科手術技術，用以照顧第一次世界大戰期間顏面損傷的士兵。

## 次專科
整形外科是一個廣闊的領域，可進一步細分。在美國，整形外科醫師皆獲美國整形外科委員會認證。整形外科的次專科可包括：

### 美容外科
美容外科是整形外科的重要次專科，其專業包括顏面和身體美容手術。和個別手術一樣，所有重建性外科處置均採用美容外科原則來改善病患的整體外觀。口腔頜面外科醫師也可進行顏面美容手術。

### 燒燙傷外科
燒燙傷外科通常分為兩個階段。急性燒燙傷外科處理燒燙傷後應立即進行的治療。重建燒燙傷外科處理燒燙傷口癒合後的併發症。

### 顱顏外科
顱顏外科分為小兒和成人顱顏外科。小兒顱顏外科主要治療顱顏骨骼和軟組織的先天性異常，例如唇顎裂、顱縫線封閉過早、小兒骨折。成人顱顏外科主要處理骨折和後續的手術（例如眼眶重建）搭配正顎手術。顱顏外科是整形外科培訓計劃的重要部分，進一步的顱顏外科研究醫師訓練可取得其次專科。口腔頜面外科醫師也可進行顱顏外科手術。

### 手外科
手外科處理手和腕的急性損傷和慢性疾病、上肢先天畸形、周邊神經問題（例如臂神經叢損傷或腕隧道症候群）。手外科和顯微外科一樣是整形外科培訓計劃的重要部分，是接回斷肢不可或缺的醫療技術。骨科醫師和一般外科醫師也學習手外科領域。術後形成的疤痕組織在相對脆弱敏感的手部可造成明顯的問題，嚴重的話可導致靈活度和手指功能的喪失。有女性病例為求能拍出完美的訂婚戒指照片，接受了手外科手術矯正手指的瑕疵。

### 小兒整形外科
兒童面對的醫療問題經常與成年病患大不相同。許多出生時就出現的天生缺陷或症候群最好能在兒童時期就治療，小兒整形外科醫師專門治療兒童的這些病況。小兒整形外科醫師常治療的疾病包括顱顏畸形、並趾畸形（手指或腳趾相併融合）、多指畸形（多餘手指或腳趾）、唇顎裂、先天性手畸形。

## 美容外科處置
美容外科是對身體正常部位進行的自願性或選擇性手術，其唯一目的是改善人的外表或消除老化跡象。2014年僅在美國就進行了近1600萬例美容處置。自21世紀初以來在美國進行的美容處置數量增加幾乎一倍，2014年接受美容處置者有92％是女性，高於2001年的88％。2007年進行了近1200萬例美容處置，其中前五個最常見的手術是隆胸、抽脂、縮胸、眼瞼手術、腹部整形。美國美容外科醫學會調查了34種美容處置的統計數據，其中19種處置是外科手術，例如鼻外觀整型手術或拉皮手術；非手術處置包括注射肉毒桿菌毒素和雷射除毛。2010年的調查顯示美國總計有9336814例處置，其中1622290例是外科手術，同時也發現接受處置者絕大多數（81％）為高加索人種（白人）。
美國整形外科醫學會估計2005年美國18歲以下有超過333000例接受美容處置，1996年僅約14000例，這些統計數字有其意義，鼓勵年輕人在未來繼續接受這些美容處置。在美國利用種族整形外科的美容處置跨越種族界限的人逐漸增加，非洲裔、亞裔、西班牙裔和美國白人皆然。在英國的1191篇報紙文章中，其中89％使用「整形手術」一詞討論到美容手術，有意義的顯示了西方世界描述美容手術的頻率。在亞洲，美容手術變得越來越流行，中國和印度等國家已經成為亞洲最大的美容手術市場。南韓因為專業於顏面骨骼的手術，也越來越流行美容手術，南韓外科醫師團隊關於顏面骨骼輪廓手術的第一篇發表文章圖解說明該類手術的多種方法。

## 併發症與風險
所有手術都有風險。美容外科常見的併發症包括血腫、神經損傷、感染、疤痕增生、植入物故障、器官損傷。乳房植入物可有許多併發症，包括破裂。2011年美國食品藥品監督管理局表示：有五分之一接受隆胸的病患在植入後10年內必須將其移除。

## 精神疾患
儘管媒體和廣告扮演著重要的角色並影響許多人的生活，比如讓人們相信美容手術是一個可行的方式，能改變自己讓人更喜歡，但研究人員認為某些人對美容手術的著迷與精神疾患有關，比如體象障礙，病患偏愛接受美容整形手術以矯正自己臆想的外觀缺陷，這樣的行為與體象障礙具有相關性。
在某些情況下，醫生拒絕進一步再做任何整形手術，病患可能轉作自我手術，自己注射藥劑，帶來極大的安全風險。

## 延伸閱讀
- Santoni-Rugiu, Paolo. . Springer. 2007. ISBN 978-3-540-46240-8.
- Fraser, Suzanne. . Palgrave. 2003. ISBN 978-1-4039-1299-2.
- Gilman, Sander. . Duke University Press. 2005. ISBN 978-0-8223-2144-6.
- Haiken, Elizabeth. . Johns Hopkins University Press. 1997. ISBN 978-0-8018-5763-8.
- Atkinson, Michael. . Body & Society. 2008-03, 14 (1): 67–87  [2021-10-26]. ISSN 1357-034X. doi:10.1177/1357034X07087531. （原始内容存档于2021-10-27） （英语）.